# フクジュソウ
フクジュソウ（福寿草、献歳菊、学名：Adonis ramosa）は、キンポウゲ科の多年草。フクジュソウ（エダウチフクジュソウ）を指す場合と、下記の4種を総称する場合がある。旧暦の正月に開花する事からガンジツソウ（元日草）、またはガンタンソウ（元旦草）ともいう。毒草である。

## 特徴
日本ではフクジュソウ（エダウチフクジュソウともいう。Adonis ramosa）、ミチノクフクジュソウ（Adonis multiflora）、キタミフクジュソウ（Adonis amurensis）、シコクフクジュソウ（Adonis shikokuensis）の4種が自生する。キタミフクジュソウの種小名である amurensis は「アムール川流域の」という意味である。
フクジュソウ（エダウチフクジュソウ）は自生地が北海道から九州にかけてであり、茎が中実であることが特徴である。
キタミフクジュソウは自生地が北海道東部に限られ、多毛であり茎が中実で、一株に1輪しか花を付けない点が特徴である。
ミチノクフクジュソウは自生地が東北から九州にかけてであり、茎が中空で、萼が花弁の半分程度であることが特徴で、他種の萼と花弁の長さは同等程度なので見分けることができる（したがって、本項テンプレート掲載の写真はミチノクフクジュソウと判断できる）。
シコクフクジュソウは自生地が四国及び九州の一部に限られ、全草無毛であることや、茎が中空であることが特徴である。

## 栽培
日当たりと水はけ、風通しの良い場所を好む。乾燥を嫌うため、葉が枯れるまでは、水枯れを起こさないように管理する必要がある。種まきの適期は10月～12月で、翌春発芽するが、開花までに数年かかる。
花期は早春であり、3-4cmの黄色い花を咲かせる。当初は茎が伸びず、苞に包まれた短い茎の上に花だけがつくが次第に茎や葉が伸び、キタミフクジュソウ以外はいくつかの花を咲かせる。花は花弁を使って日光を花の中心に集め、その熱で虫を誘引している。そのため、太陽光に応じて開閉する（日光が当たると開き、日が陰ると閉じる）。葉は細かく分かれる。夏になると地上部を枯らす。初春に花を咲かせ、夏までに光合成をおこない、それから春までを地下で過ごす。いずれの種も石灰岩質を好む。株分けか種で増やすことができる。

## 毒性
根はゴボウのようなまっすぐで太いものを多数持っている。毒性（副作用）が強く、毒性・薬理作用共にアドニンという成分によるものと考えられているが、他にシマリンやアドニトキシンも検出されており、特にシマリンには調理残留研究報告も存在するため、こちらの方が薬毒主体とも考えられる。強心作用や利尿作用があることから民間薬として使われることがあるが、素人の利用は死に至る危険な行為である。地面から芽を出したばかりの頃はフキノトウと間違えて誤食しやすいほか、若葉がヨモギの葉に似ている。症状は嘔吐、呼吸困難、心臓麻痺などで、重症の場合は死亡する。

## 文化
典型的なスプリング・エフェメラルであり、春を告げる花の代表である。そのため、元日草（がんじつそう）や朔日草（ついたちそう）の別名を持つ。福寿草という和名もまた新春を祝う意味があり、縁起物の植物として古くから栽培されてきた。江戸時代より多数の園芸品種も作られている古典園芸植物で、フクジュソウとミチノクフクジュソウをかけ合わせた「福寿海」をはじめ、緋色や緑色の花をつけるものなど多数の品種がある。
アイヌ語ではフクジュソウをチライアパッポと言い、チライはイトウを、アパッポは花をそれぞれ意味する。フクジュソウが咲くころに湿原の川をイトウが遡上してくるためこの名がある。また、アイヌには女神クノンの神話が残っている。
天界にクノンという名の美しい女神がおり、クノンの父神が、「もぐらの神」を婿の候補に決めた。広い領土をもち、武勇の誉れ高いが、とても醜い男だった。クノンは、「もぐらの神」を嫌い、なにかと理由をつけて逃げていた。父神は、約束を守れなかったことに業を煮やし、クノンを「福寿草」に変えてしまった。
正月にはヤブコウジなどと寄せ植えにした植木鉢が販売される。ただし、フクジュソウは根がよく発達しているため、正月用の小さな化粧鉢にフクジュソウを植えようとすると根を大幅に切りつめる必要があり、開花後に衰弱してしまう。翌年も花を咲かせるためには、不格好でもなるべく大きく深い鉢に植えられたフクジュソウを購入する。露地植えでもよく育つ。
郵政省発行の切手の意匠になった。
- 1982年（昭和57年）7月5日発売　10円普通切手
- 2003年（平成15年）4月1日発売　50円　日本郵政公社設立記念　四季花鳥図巻の部分図
- 2012年（平成24年）12月3日発売　80円　季節の花シリーズ　第4集

## シンボル
- フクジュソウを町の花・村の花に指定している日本の町村

| 道県   | 支庁・郡              | 当花指定町村 | 備考                                                                                             |
| ------ | --------------------- | ------------ | ------------------------------------------------------------------------------------------------ |
| 北海道 | 宗谷総合振興局 枝幸郡 | 枝幸町       | * ハマナスも指定している *フクジュソウの指定は、当町と合併し消滅した歌登町の指定を引き継いだもの |
| 北海道 | 十勝総合振興局 足寄郡 | 陸別町       | -                                                                                                |
| 青森県 | 西津軽郡              | 深浦町       | 町内の大間越関所跡に福寿草公園がある                                                             |
| 青森県 | 三戸郡                | 三戸町       | -                                                                                                |
| 秋田県 | 雄勝郡                | 羽後町       | -                                                                                                |
| 埼玉県 | 比企郡                | 小川町       | -                                                                                                |
| 長野県 | 上伊那郡              | 辰野町       | 町内の沢底地区に群生地がある                                                                     |
| 長野県 | 下伊那郡              | 阿智村       | * レンゲツツジとシダレザクラも指定している * 村内の伍和地区に群生地がある                        |
| 長野県 | 下高井郡              | 木島平村     | 村内の原大沢地区に群生地がある                                                                   |
| 奈良県 | 北葛城郡              | 河合町       | -                                                                                                |
| 高知県 | 長岡郡                | 大豊町       | * 町内の南大王地区に「福寿草の里」がある * 毎年2月中旬から3月中旬に「福寿草祭り」が開催される    |
| 熊本県 | 球磨郡                | 相良村       | 五木村、山江村、相良村の境界にある仰烏帽子山に群生地がある                                       |

- フクジュソウを町の花・村の花に指定していた日本の廃止町村
  - 北海道 ‐ 枝幸郡歌登町（現・枝幸郡枝幸町）、網走郡東藻琴村（現・網走郡大空町）
  - 青森県 ‐ 中津軽郡相馬村（現・弘前市）、西津軽郡岩崎村（現・西津軽郡深浦町）、三戸郡南郷村（現・八戸市南郷区）
  - 秋田県 ‐ 由利郡金浦町（現・にかほ市）
  - 岩手県 ‐ 下閉伊郡新里村（現・宮古市）
  - 福島県 ‐ 西白河郡表郷村（現・白河市）
  - 栃木県 ‐ 那須郡馬頭町（現・那珂川町）
  - 埼玉県 ‐ 大里郡花園町（現・深谷市）、大里郡川本町（現・深谷市）
  - 長野県 ‐ 木曽郡木曽福島町（現・木曽町）、東筑摩郡四賀村（現・松本市）
  - 富山県 ‐ 東礪波郡井口村（現・南砺市）
  - 岐阜県 ‐ 吉城郡河合村（現・飛騨市）
  - 奈良県 ‐ 吉野郡西吉野村（現・五條市）
  - 徳島県 ‐ 那賀郡木頭村（現・那賀町）

## 参考画像

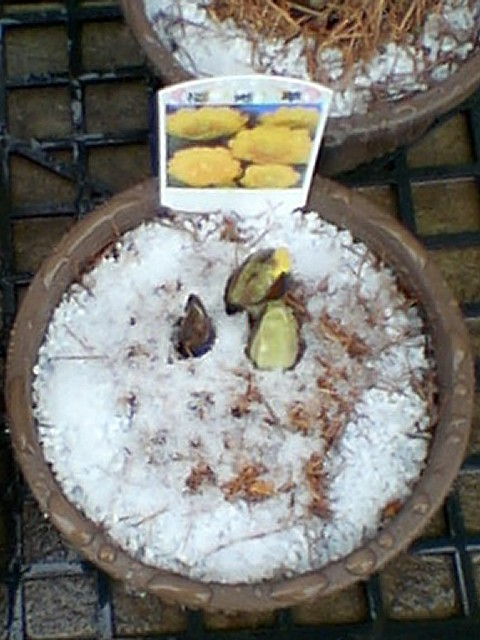
フクジュソウの鉢植え
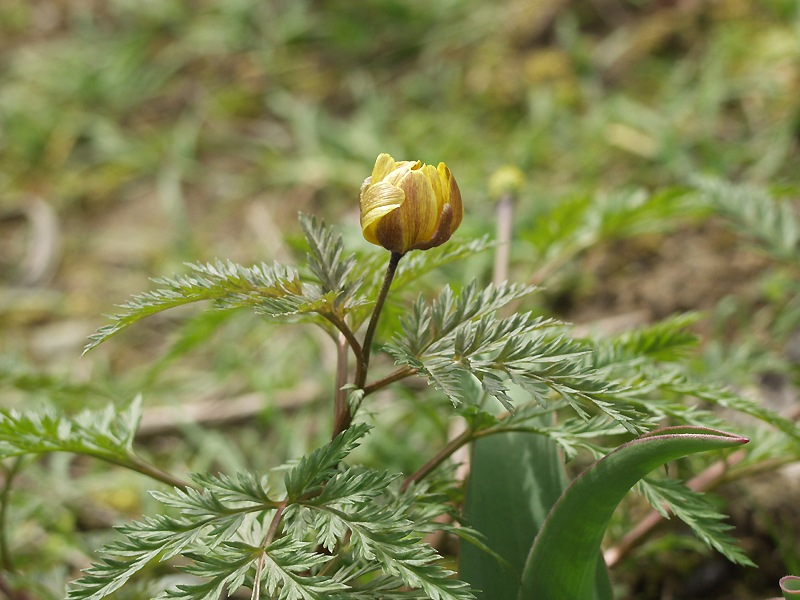
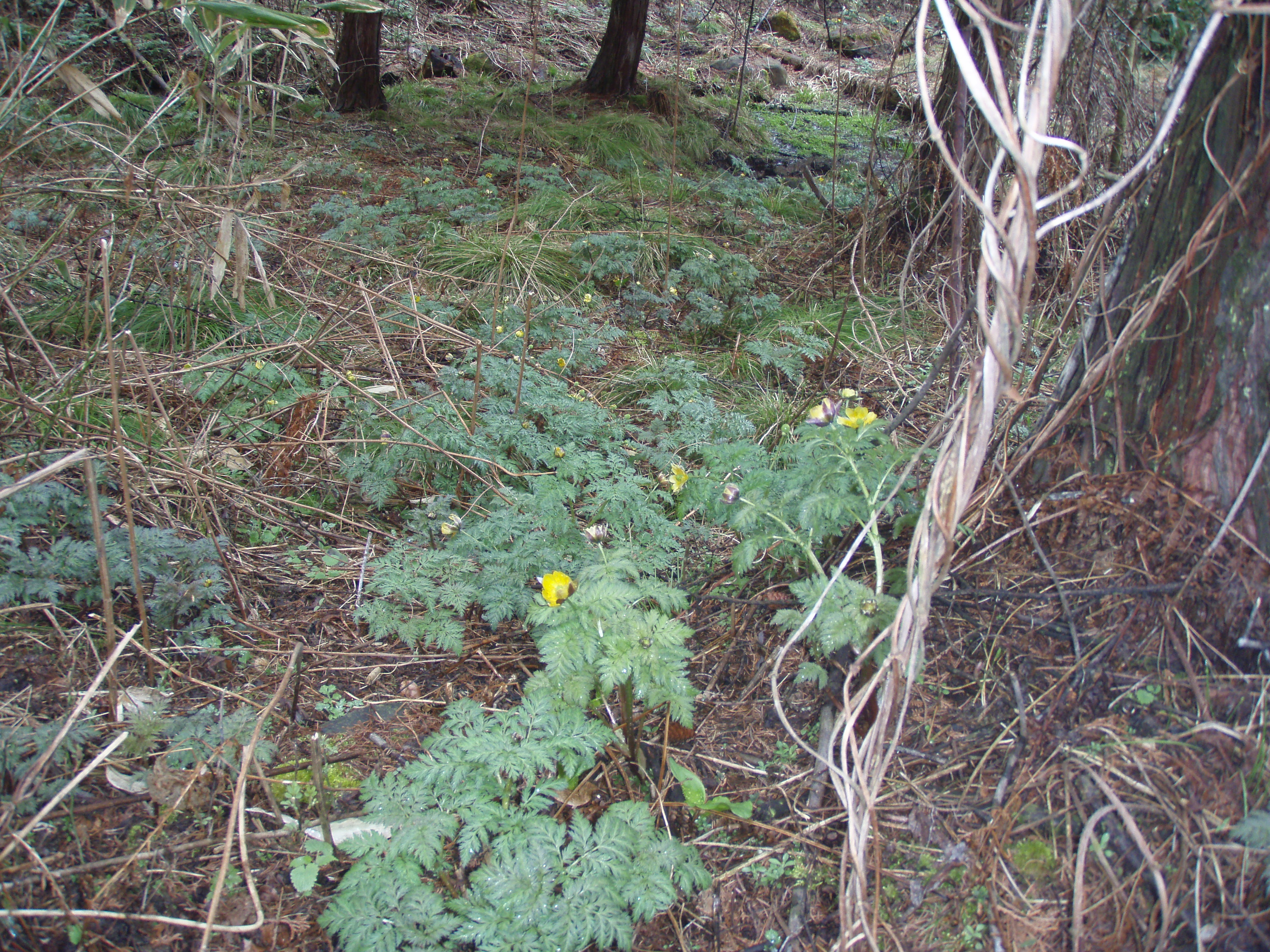
野生の群落
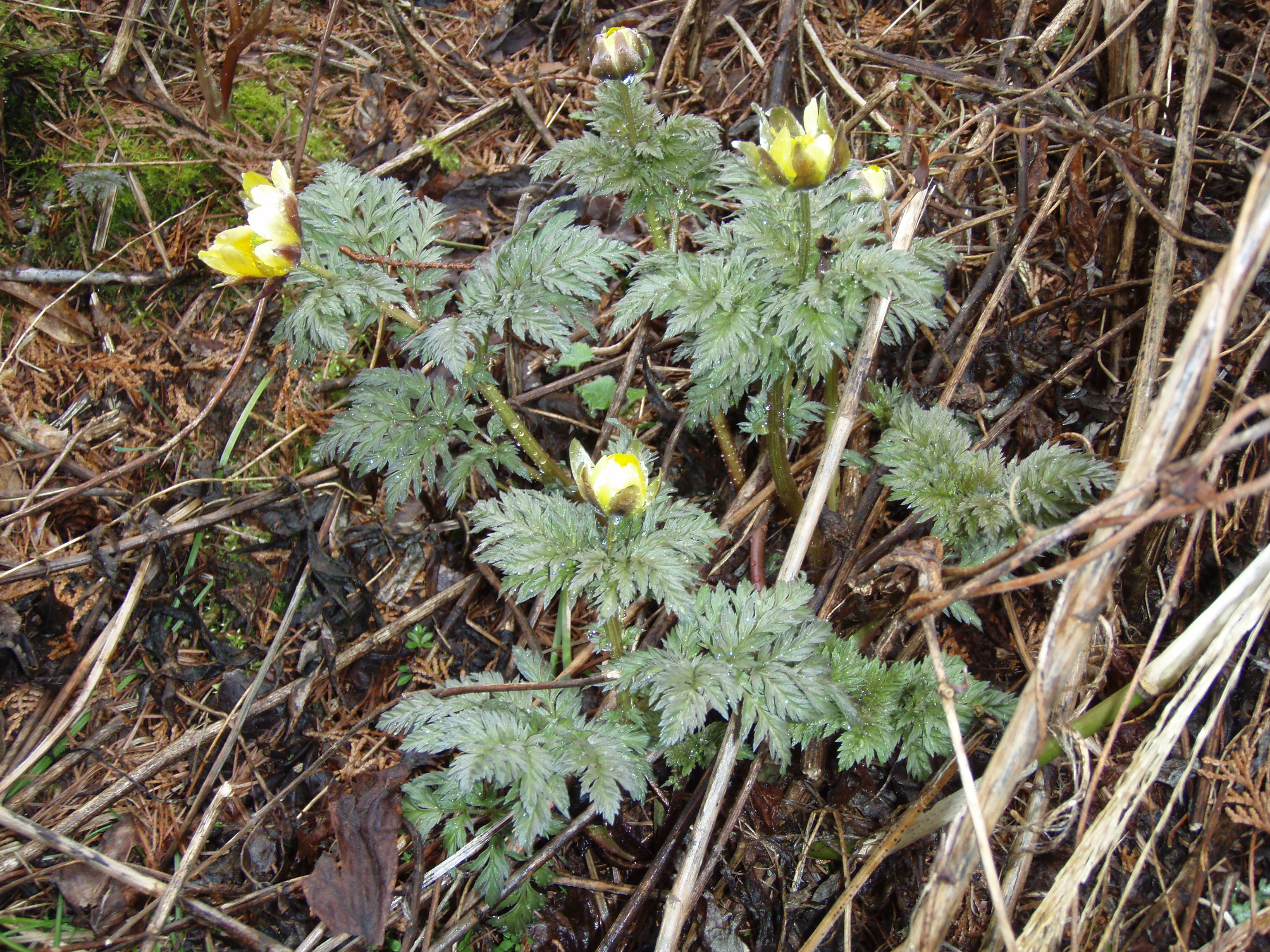
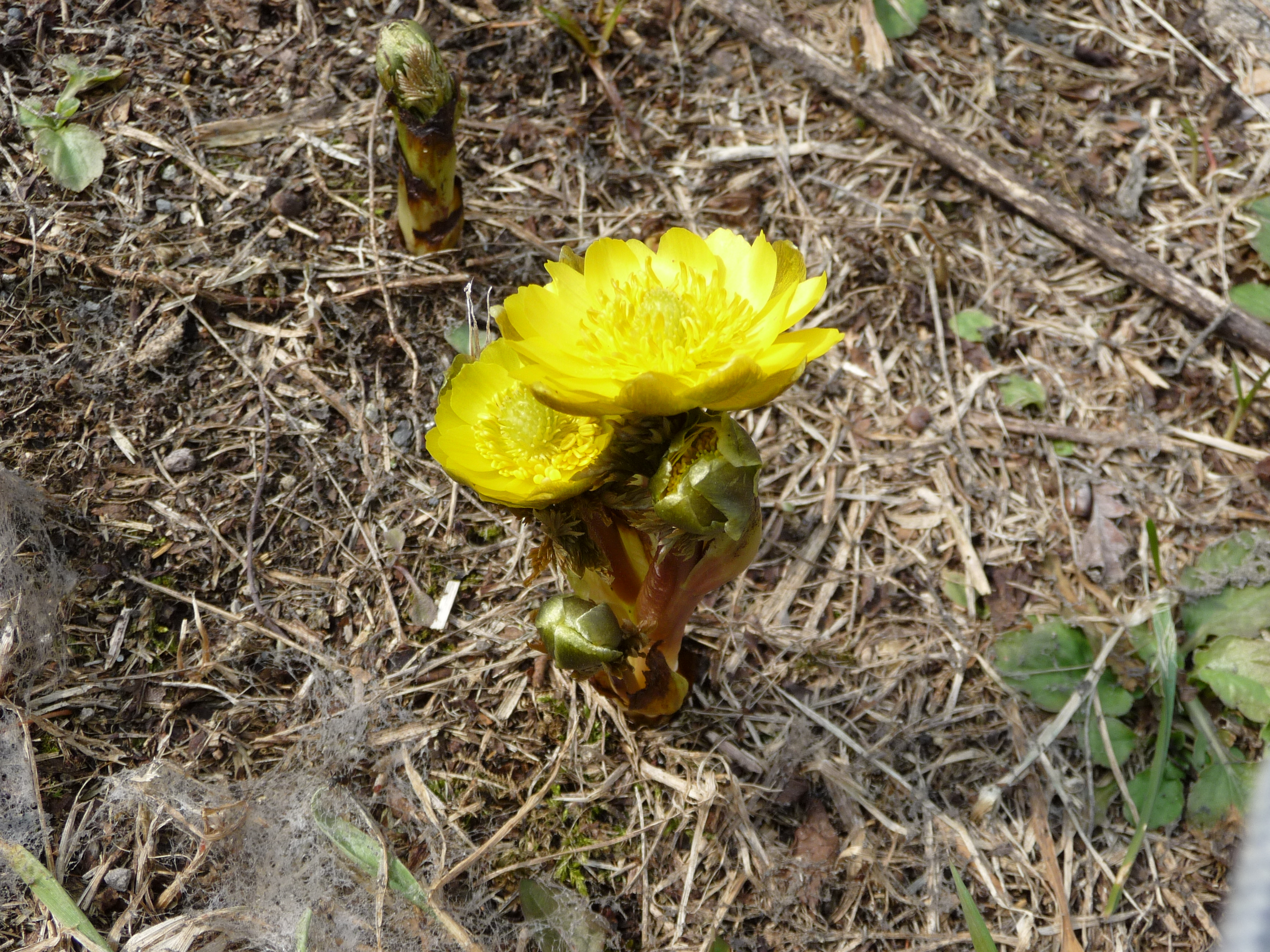
花とつぼみ（2009年4月、弟子屈町にて）